# Crosspost
Crosspost – wysłanie tej samej wiadomości na więcej niż jedną grupę dyskusyjną.
Netykieta zaleca wysłanie crossposta, kiedy zagadnienie poruszane w wiadomości dotyczy kilku grup tematycznych. Wiadomość crosspostowana powinna zawierać w nagłówku pole „Followup-To:” (FUT), którego wartość informuje, na jaką grupę newsową ma zostać wysłana odpowiedź. W ten sposób zagadnienie zostanie zasygnalizowane na kilku grupach, lecz docelowo dyskusja będzie się toczyła tylko na jednej z nich.
Nadmierne crosspostowanie (wysyłanie wiadomości do wielu grup naraz bądź przedłużające się crosspostowanie bez ustawienia FUT) jest traktowane jako spamowanie, podobnie jak wysyłanie tej samej wiadomości oddzielnie do różnych grup.